# 植村亜紀
植村 亜紀（うえむら あき、1984年（昭和59年）9月12日 - ）は、日本のタレント。
京都府出身。立命館大学産業社会学部卒業。身長は164.3cm。特技は詩吟。

## 略歴
2006年（平成18年）に、京都府京都市山科区随心院の第2回ミス小野小町コンテストで準ミス小野小町に選ばれている。かつて舞夢プロに所属していた。その後、2011年（平成23年）6月までKCNのテレビ番組『Ｋパラnext 木曜日』に出演し、奈良県を中心に活動していた。

## 主な出演

### テレビ
- 京都!ちゃちゃちゃっ（京都チャンネル＆KBS京都）
- 田渕岩夫の得ダネ!てれび（KBS京都）
- ゆきこのごっつぉはん（キネット）
- Myけいはんな（キネット）
- 街道てくてく旅（2009年11月11日 - 13日、NHK BShi）
  - 旅人・原田早穂のゴールまでの3日間、KCNのリポーターとして出演。
- Ｋパラnext（KCNファミリーチャンネル）木曜日担当

### CM
- KCN近鉄ケーブルネットワーク(ならどっとFM)
- KCN光1Gスタート割(奈良テレビ放送)

### イベント
- 住吉大社 ブライダルイベント

### その他
- KCNお客様センターの内線ガイダンス放送